# Lacaena spectabilis
Lacaena spectabilis là một loài thực vật có hoa trong họ Lan. Loài này được (Klotzsch) Rchb.f. mô tả khoa học đầu tiên năm 1854.